# Аноліт
Аноліт (англ. anolyte) —
1. в електрохімії — електроліт в анодному просторі електролітичної чарунки, що відділений від катодного фізичною перегородкою.
2. у медичній хімії — вода, електрохімічно активована в анодному просторі чарунки. Вона має кислотні та окисні властивості і використовується як бактерицидний засіб для дезинфекції.